# Monok
Monok är en ort i Ungern.   Den ligger i provinsen Borsod-Abaúj-Zemplén, i den nordöstra delen av landet, 180 km nordost om huvudstaden Budapest. Monok ligger 179 meter över havet och antalet invånare är 1 786.
Terrängen runt Monok är platt åt sydväst, men åt nordost är den kuperad. Runt Monok är det ganska tätbefolkat, med 75 invånare per kvadratkilometer. Närmaste större samhälle är Szerencs, 7,2 km sydost om Monok. Trakten runt Monok består till största delen av jordbruksmark.